# Máscara antigás M65

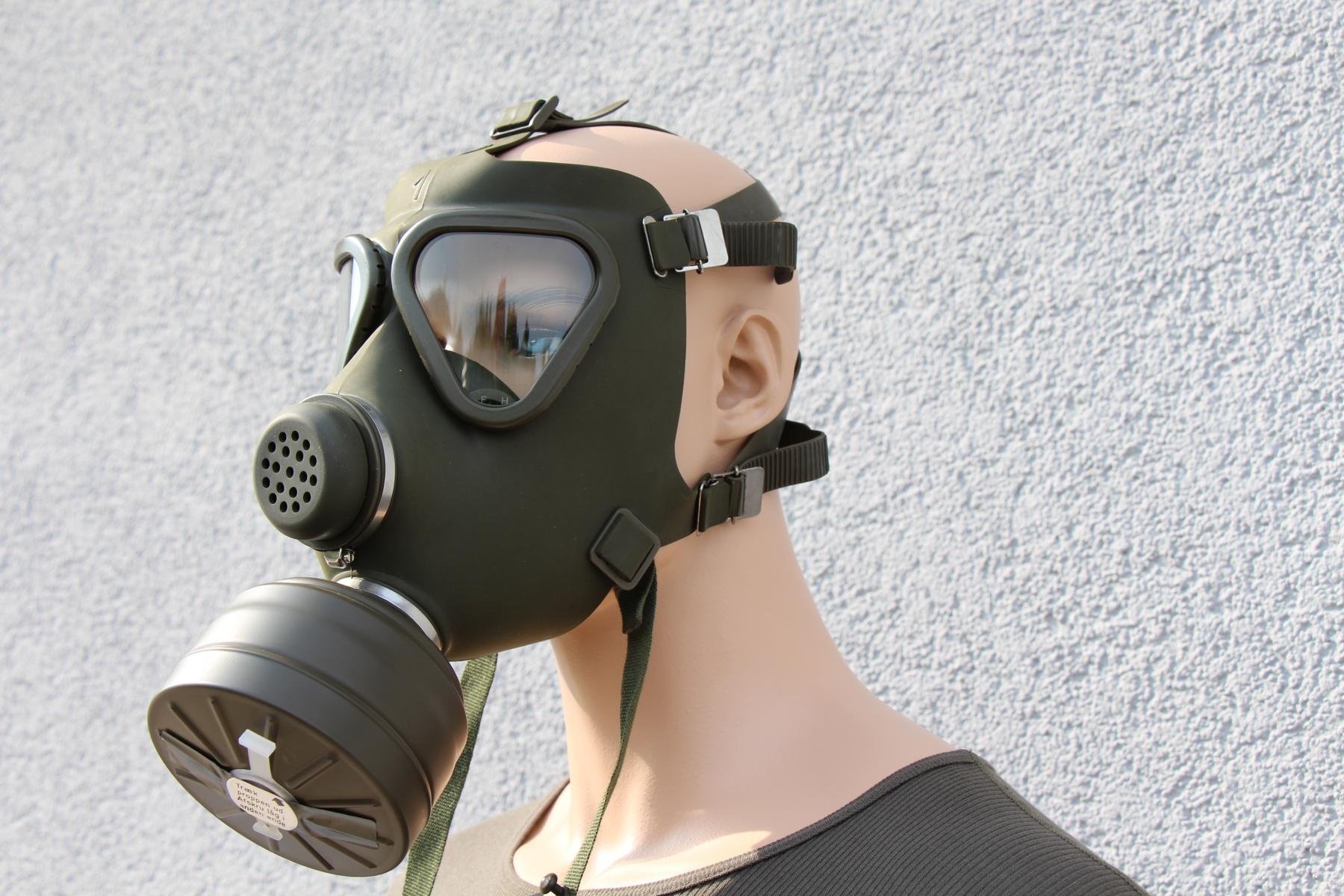
Máscara antigás M65 alemana.

El M65 es una máscara de gas alemana diseñada para uso militar. También hay un M65Z (máscara Civil) que todavía está 
en uso para fines de capacitación, así como en la industria. La máscara permaneció en el servicio militar hasta finales de los 90 cuando fue reemplazada en servicio por M2000.
La máscara presenta dos oculares triangulares hechos de vidrio acrílico; estas lentes proporcionan un gran campo de visión que se ve favorecido por el hecho de que las lentes casi nunca se empañan. La máscara utiliza un arnés de cabeza de goma de 5 puntos que se ajusta muy cómodamente al usuario, sin embargo, el arnés de la cabeza puede ser difícil de ajustar a veces.
El conjunto de la válvula de admisión de esta máscara utiliza un filtro OTAN de 40 mm y es compatible con todos los filtros compatibles con la OTAN. Al inhalar, el aire pasa por debajo del mentón a través de dos válvulas de entrada para que las lentes no se empañen. 
La máscara también tiene un sello periférico de goma de 3 mm de ancho que rodea la totalidad de la pieza facial para formar un mejor sello alrededor de la cara del usuario. Este colgajo también agrega comodidad a la máscara cuando se usa. El M65Z tiene una malla de alambre que se encuentra en los conjuntos de inhalación y exhalación, la función de la malla es evitar la entrada de suciedad y otros objetos extraños a los puertos de inhalación y exhalación.
Ambos conjuntos de entrada y salida se mantienen en su lugar con dos O.D. abrazaderas metálicas de cromo, que se pueden ver alrededor de 
los puertos de inhalación y exhalación. La compañía Dräger fue contratada por los militares alemanes para producir tanto el M65 como el M65Z. 
La máscara también se ve muy a menudo en combinación con los trajes de NBC más viejos alineados con carbón alemán, así como los nuevos trajes de NBC estilo "Zodiac", aunque hoy en día el M65Z todavía se usa en el entrenamiento, oficialmente fue reemplazado por el M2000 en 1999 y está fuera de servicio completamente.
- Datos: Q56377462
- Multimedia: M65 gas masks / Q56377462